# Noel Saffran
Noel Maxim Saffran (* 30. April 2004 in Duisburg) ist ein deutscher Eishockeyspieler, der seit Juli 2024 bei den Iserlohn Roosters aus der Deutschen Eishockey Liga (DEL) unter Vertrag steht. Zuvor spielte der Flügelstürmer bereits für die Adler Mannheim in der höchsten deutschen Spielklasse.

## Karriere

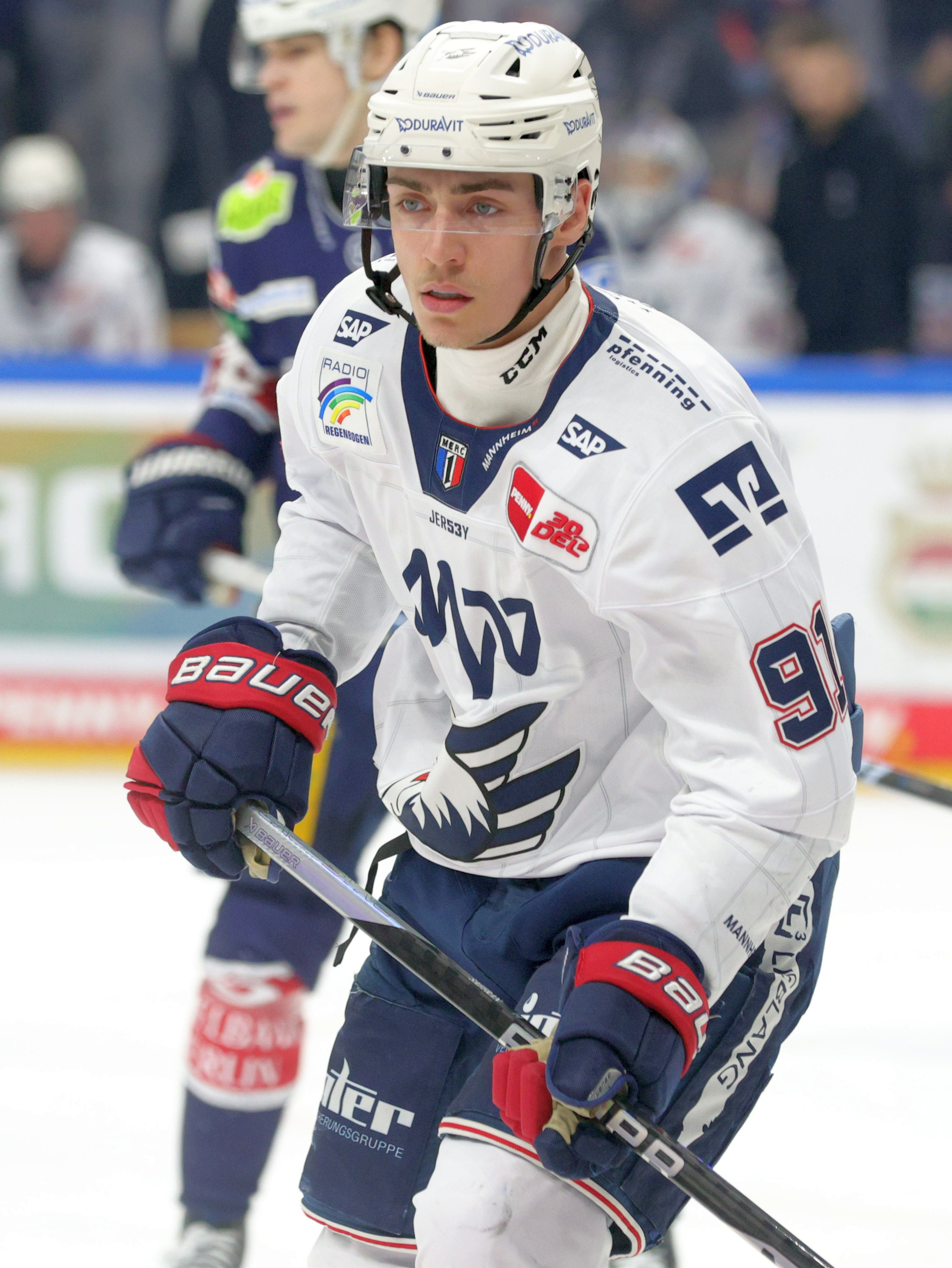
Saffran im Trikot der Adler Mannheim (2024)

Im Alter von sechs Jahren begann Noel Saffran im Nachwuchs des EV Duisburg mit dem Eishockeyspielen. Schon ein Jahr später wechselte er zum Krefelder EV, mit dem er im Jahr 2013 den DEL-Bambini-Cup gewann. Ab der U12 spielte er bei der Düsseldorfer EG (DEG), der er – mit Ausnahme eines Jahres bei den Young Roosters der Iserlohner EC – bis zur U20 erhalten blieb. Nach einem Jahr für die DEG in der Deutschen Nachwuchsliga (DNL) wechselte der Flügelstürmer im Sommer 2022 zu den Jungadler Mannheim, mit denen er in der Saison 2022/23 die DNL-Meisterschaft gewann.
In der Saison 2023/24 lief der damals 19-Jährige nur noch vereinzelt für die U20-Mannschaft auf, sondern wurde hauptsächlich im Profiteam der Adler in der Deutschen Eishockey Liga (DEL) sowie per Förderlizenz auch bei den Bietigheim Steelers in der DEL2 eingesetzt. Sein ursprünglich bis 2025 laufender Vertrag in Mannheim wurde nach Saisonende aufgelöst und Saffran schloss sich dem DEL-Konkurrenten Iserlohn Roosters an.

### International
Noel Saffran absolvierte in der Saison 2021/22 insgesamt zehn Länderspiele für die deutsche U18-Nationalmannschaft und nahm dabei unter anderem an der U18-Junioren-Weltmeisterschaft 2022 teil. In der Saison 2023/24 wurde er zudem zweimal in die U20-Auswahl des Deutschen Eishockey-Bundes berufen.

## Erfolge und Auszeichnungen
- 2023 DNL-Meister mit den Jungadler Mannheim

## Karrierestatistik
Stand: Ende der Saison 2024/25

### International
Vertrat Deutschland bei:
- U18-Junioren-Weltmeisterschaft 2022

(Legende zur Spielerstatistik: Sp oder GP = absolvierte Spiele; T oder G = erzielte Tore; V oder A = erzielte Assists; Pkt oder Pts = erzielte Scorerpunkte; SM oder PIM = erhaltene Strafminuten; +/− = Plus/Minus-Bilanz; PP = erzielte Überzahltore; SH = erzielte Unterzahltore; GW = erzielte Siegtore; 1 Play-downs/Relegation; Kursiv: Statistik nicht vollständig)